# Dávid Losonczi
Dávid Losonczi (ur. 1 lipca 2000) – węgierski zapaśnik walczący w stylu klasycznym. Olimpijczyk z Paryża 2024, gdzie zajął piąte miejsce w kategorii do 87 kg. Srebrny medalista mistrzostw świata w 2023 i brązowy w 2022 roku. 
Mistrz Europy U-23 w 2023. Wicemistrz świata U-23 w 2021. Drugi na ME juniorów w 2019 roku.